# 埃拉·谢尔顿
埃拉·谢尔顿（英語：Ella Shelton，1998年1月19日—），加拿大女子冰球运动员，场上位置是后卫。她曾代表加拿大国家队参加2022年冬季奥林匹克运动会冰球比赛，获得一枚金牌。